# Tony Pooley
Anthony Charles (Mashesha) Pooley (* 29. Mai 1938 in Isipingo, Provinz Natal; † 12. November 2004 in Durban, KwaZulu-Natal), meist als Tony Pooley bekannt, war ein südafrikanischer Wildhüter und Naturschützer. Obwohl Autodidakt, galt er als führende Autorität für afrikanische Krokodile und leitete die größte private Krokodilfarm Südafrikas.

## Leben
Pooley wurde in Isipingo, einem kleinen Dorf an der Küste der Provinz Natal (heute KwaZulu-Natal) 12 km südlich von Durban, geboren. Bereits als kleiner Junge interessierte er sich für Vögel und hielt Schlangen. Nach dem Todes seines Vaters im Jahr 1955 sah er sich gezwungen, die Schule zu verlassen und Gelegenheitsarbeiten anzunehmen. Gleichzeitig bemühte sich Pooley um eine Anstellung beim Natal Parks Board. Im Dezember 1957 begann er eine Ausbildung zum Wildhüter im nördlichen Zululand. Die Verbindung von Pooley zu Krokodilen nahm ihren Anfang, als Zulu-Wildhüter, die von seinem Interesse an Ornithologie Kenntnis hatten, ihn scherzhaft baten, ein Krokodilei zu identifizieren. Dieses biologische Interesse entwickelte sich rasch zu einem Engagement im Bereich Naturschutz. In der Zeit nach 1945 erlebte die Krokodillederindustrie einen Aufschwung, was in den 1950er Jahren zu einem signifikanten Rückgang der Krokodilpopulationen führte, bedingt durch den unregulierten Handel mit diesen Tieren.
Im Oktober 1961 begann er seine Arbeit im Ndumu-Wildreservat an der Grenze zu Mosambik, wo er eine Krokodilaufzuchtstation einrichtete und Haltungs- und Aufzuchttechniken entwickelte. 1970 wurde er Gründungsmitglied der Crocodile Specialist Group der International Union for the Conservation of Nature (IUCN).
Im November 1974 zog er nach St. Lucia im Norden von Natal, um für die Parkverwaltung dieser Provinz eine größere Krokodilfarm und ein Bildungszentrum aufzubauen. Dort arbeitete er mit allen drei Arten von afrikanischen Krokodilen. Angesichts sinkender Forschungsgelder begann Pooley ein formales akademisches Studium, um in den wissenschaftlichen Forschungsstab der Parkverwaltung aufgenommen zu werden. Obwohl er weder über einen Highschool- noch über einen College-Abschluss verfügte, hatte er viele Informationen über die Ökologie des Nilkrokodils (Crocodylus niloticus) im Zululand gesammelt. Nach bestandener Bachelorprüfung erlangte er 1982 einen Master of Science an der Universität von Natal in Pietermaritzburg. Als 1983 Crookes Bros. Ltd, ein Zuckerrohranbauunternehmen, an ihn herantrat, um die größte private Krokodilfarm Südafrikas zu planen und zu betreiben, verließ er die Parkverwaltung. Crocworld, in der Nähe von Scottburgh an der Küste von Natal, etwa 100 km südlich von Durban gelegen, wurde für kommerzielle Zwecke entwickelt, hatte jedoch auch eine pädagogische Komponente. Pooley verließ die Farm im Juni 1987, um sich verstärkt der Arbeit mit Wildtieren zu widmen. Er machte sich als Berater für Wildtiere selbstständig und arbeitete mit der BBC und anderen naturkundlichen Fernsehteams aus Europa und den Vereinigten Staaten zusammen, um Dokumentarfilme über Wildtiere zu produzieren. In den Jahren 1995 und 1996 hielt er an der Mangosuthu Technikon (der heutigen Mangosuthu University of Technology) Vorlesungen über Naturschutz, vor allem für Zulu-Studenten, von denen einige später in den Wildreservaten von Zululand arbeiteten. In den letzten zwei Jahren seines Lebens erkrankte er an einem Emphysem, setzte seine Ambitionen als Autor jedoch fort.
Pooley starb am 12. November 2004 in Durban. Er war ein autodidaktischer Naturforscher, der durch Beharrlichkeit und sorgfältige Beobachtung bedeutende Beiträge zur Biologie der südafrikanischen Reptilien leisten konnte. Zwischen 1962 und 1995 wurde etwa 65 herpetologische Titel von ihm veröffentlicht, die meisten davon über die Biologie des Nilkrokodils. Er verfasste mehrere Studien über die Reptilien der Mkuzi- und Ndumu-Wildreservate, darunter eine innovative ökologische Studie über die unterirdische Herpetofauna von Ndumu (1973). Seine Forschungen über das Nilkrokodil waren sehr umfangreich und umfassten Studien über die Inkubationszeit und die Wachstumsrate der Jungtiere, die Sterblichkeit und den Raub, die Balz und die Fortpflanzung, das Wühlverhalten, die elterliche Pflege und verschiedene Aspekte der Erhaltung und Bewirtschaftung. Obwohl D. Hadley der erste war, der den Transport der Eier vom Nest ins Wasser im Maul der Mutter bei einem in Nordrhodesien gefangenen Tier beobachtete (1969), schreiben mehrere Krokodilforscher Pooley zu, dass er die Aufmerksamkeit auf das Verhalten der Mutter bei der Unterstützung des Schlüpfens lenkte (1974), wozu das sanfte Rollen eines Eies zwischen Zunge und Gaumen gehört, um das Ausschlüpfen der Jungtiere zu unterstützen. Darüber hinaus berichtete er über das anschließende Tragen der Krododilbabies zum Ufer. Er stellte ebenfalls fest, dass die Männchen gelegentlich an diesem Prozess beteiligt sind.
Pooley ist Autor von drei Büchern, darunter eines über sein Leben als Wildhüter (1992) und eines über die Wildreservate von KwaZulu-Natal (1995), allgemein ist er vor allem durch sein Opus magnum Discoveries of a Crocodile Man (1982) bekannt, in dem er seine Erfahrungen und Erkenntnisse bei der Erforschung des Nilkrokodils schildert. Der preisgekrönte Dokumentarfilm der BBC Gently Smiling Jaws aus dem Jahr 1980, bei dem Sir David Attenborough als Erzähler fungiert, stellte seine Arbeit vor.
Pooley war mit der südafrikanischen Malerin und Botanikerin Elsa Susanna Bond (* 1947) verheiratet. Aus dieser Ehe gingen die Söhne Justin, Thomas und Simon hervor, von denen letzterer selbst im Krokodilschutz tätig ist.